# Górka Duchowna
Górka Duchowna (prononciation : [ˈɡurka duˈxɔvna]) est un village polonais de la gmina de Lipno dans le powiat de Leszno de la voïvodie de Grande-Pologne dans le centre-ouest de la Pologne.
Il se situe à environ 5 kilomètres au nord-est de Lipno (siège de la gmina), à 12 kilomètres au nord de Leszno (siège du powiat) et à 55 kilomètres au sud-ouest de Poznań (capitale régionale).
Le village possédait une population de 504 habitants en 2009.

## Histoire
De 1975 à 1998, le village faisait partie du territoire de la voïvodie de Leszno.

Depuis 1999, Górka Duchowna est situé dans la voïvodie de Grande-Pologne.